# Петя Буюклиева
Петя Костадинова Буюклиева-Никифорова е българска поп-рок певица.

## Биография
Петя Буюклиева е родена на 24 юни 1959 г. в Асеновград. Завършва музикалното училище в Пловдив със специалност пиано, а след това и музикалната академия – естраден отдел в класа на Стефан Анастасов през 1983 г.
От 4-годишна започва да свири на цигулка и пиано, завършва музикалното училище в Пловдив със специалност пиано, а след това Националната музикална академия в София с поп и джаз пеене.
Петя привлича вниманието на музикалната общественост и едва 21-годишна участва на „IV преглед на българските джазови оркестри“ като солистка на Биг-бенда на естрадния отдел с диригент Й. Татаров) и прави първите си концертни турнета в Русия като солистка на оркестър „София“ (1980).
Многобройни са концертите ѝ с големия симфоничен оркестър на Санкт Петербург с диригент Анатолий Батхин, както и турнетата с Московския биг бенд и симфоничния оркестър на Куба.
Петя има многобройни концертни турнета като солистка на оркестър „София“ в България и в чужбина, с „Биг Бенда“ на БНР, „Динамит брас бенд“, група „Акага“.
Първата ѝ записана песен е „Водопад“ – 1980 г. (м. Симо Лазаров), с група „Унисон“, но вниманието на специалистите и публиката е привлечено едва пет години по-късно с „Откритие“ (м. Александър Бръзицов).
През 1986 г. печели „Гран при“ на Международния фестивал „Златният Орфей“.
Многократно е обявявана за най-добра певица в годишните анкети на „Музикална стълбица“ на БНР (за пръв път през 1989 г.). Сред най-популярните песни в репертоара ѝ са „Жена на всички времена“ (м. Димитър Бояджиев), „Радостта като сълза“, „Понеделник сутрин“, „Понякога“, „Хоби“, „Ежедневен човек“, „Бъди звезда“, дуетната ѝ песен с Георги Христов „Пролет“ (м. Тончо Русев), а най-впечатляващо е изпълнението ѝ на „I’m changing“ – кавър версия на Дженифър Холидей, по която има заснет видеоклип. Песента „Ежедневие“ е обявена за най-добро рок изпълнение от радио „Франс ентър“ – 1990.
В колекцията ѝ са Гран При и Златен медал за уникален глас от „Световния шампионат по изкуствата“ в Лос Анджелис, „Златния Орфей“, „Сребърната раковина“ от Хавана, „Гран При“ от Макфест в Македония, специални награди от „Братиславска лира“, „Радио Франс Интернасионал“ – Париж и много други.
За нея пишат песни композитори като Тончо Русев, Димитър Бояджиев, Александър Бразицов, Васил Делиев, Митко Щерев, Борис Чакъров, Явор Димитров, Александър Савелиев, Найден Андреев, Зорница Попова.
За популяризиране на българската музика и многобройни награди и отличия на Петя Буюклиева е връчена „Младежка лира“.
Пяла е на една сцена със звезди като Кайли Миноуг, Тото Кутуньо, Джери Ли Люис и Ким Уайлд, както и на сцената на Евровизия. Има дует с вокалиста на Тото – Боби Кимбъл.
През 2013 г. участва в авторското предаване на ТВ7 „Музикална академия“. През 2014 г. участва в Big Brother: All stars. През 2019 г. участва в седми сезон на „Като две капки вода“, където прави повече от запомнящо се представяне. Участва и в музикалното предаване „Маскираният певец“ като гост-участник в ролята на Пеперудата. През 2025 г. е част от звездния отбор в „Hell's Kitchen“.

## Награди
- „1-ва награда“ с песента „Обичам те дотук“ (м. Александър Савелиев) на Младежки конкурс за забавна песен (София, 1986).
- „Гран при" на международния фестивал „Златният Орфей“ в (Слънчев бряг, 1986)
- „Първа награда“ и „Наградата на публиката“ с „Ежедневен човек“ (м. Александър Савелиев) на „Конкурс за песни на трудова тематика“.
- „Специална награда“ на международния фестивал „Братиславска лира“ в (Братислава, Чехословакия, 1987).
- „Гран при" – Сребърна раковина“ на Международния фестивал „Гала“ в (Хавана, Куба, 1987).
- „Награда на публиката“ на международния фестивал „Гала“ в (Хавана, Куба, 1987).
- „Златен диск“ (награда за изпълнение) на международния фестивал „Гала“ в (Хавана, Куба, 1987).
- „Награда на кубинската преса“ на международния фестивал „Гала“ в (Хавана, Куба, 1987).
- „Младежка лира“ за млад изпълнител от СМДБ (1987).
- Песента „Ежедневие“ е обявена за най-добро рок изпълнение от радио „Франс ентър“ (1990).
- „Гран при“ на международния фестивал „Макфест“ в (Северна Македония, 1998).
- „2-ра награда“ на международния фестивал в (Памуккале, Турция, 1998).
- „Златен медал“ с песента на Дженифър Холидей от мюзикъла „Dream girls“ от Световния шампионат за изпълнителски изкуства (Лос Анджелис, САЩ, 1998).

## Дискография

### Малки плочи
- 1986 – „Петя Буюклиева“[1]
(SP, Балкантон – ВТК 3887)

### Студийни албуми
- 1987 – „Петя Буюклиева“[2]
(LP, Балкантон – BTA 12046)
- 1990 – „Хоби“[3]
(LP, Балкантон – BTA 12450)
- 1994 – „Аз, Петя“
(MC, Unison)
- 1996 – „Жена на всички времена“
(CD, Mega Music – 20 010)
- 1999 – „Шумна самота“
(CD, БМК)
- 2002 – „Разпусни“
(CD, Едита)
- 2008 – „Бъди звезда!“
(CD, Actavis)

### Компилации
- 1996 – „The Best of Mega music“
- 2011 – „The best 1“
(CD, BG Music company)
- 2019 – „Грамофонът се върти“
(2 CD, BG Music company)

## Видеоалбуми
- 2010 – „Жена на всички времена“
(DVD)

## Концерти и турнета
Петя Буюклиева е солистка на Биг бенда на БНР, „Динамит брас бенд“, група „Акага“, с които осъществява многобройни концерти в България. Гостувала е с успех в СССР, Куба, САЩ, Канада, Малта, Италия, Румъния, Германия, Северна Македония, Турция, Гърция, Чехословакия, Испания, Финландия, Австрия, Швеция, Норвегия, Дания, Полша и други.

## Обществен ангажимент
Петя Буюклиева е член на сдружение „Независими автори, музиканти и продуценти“ (СНАМП) и от 2024 година активно подкрепя инициативата „Концерти с кауза“.